# Sven-Erik Rolf
Sven-Erik Strugstad Rolf, född 6 januari 1917 i Oslo i Norge, död 5 maj 1988 i Kragerø kommun i Norge, var en svensk-norsk skådespelare. 
Sven-Erik Rolfs föräldrar var revyartisten Ernst Rolf och hans första hustru, norskfödda Margit Strugstad. Morfadern var norsk general. På faderns sida var han halvbror till konstnären Lars Rolf och filmklipparen Tom Rolf. Sven-Erik Rolf flyttade med modern från Stockholm till Norge 1924 i samband med föräldrarnas separation.
Rolf deltog under andra världskriget på tysk sida i det norska Waffen SS-förbandet "den norske legion" , och rapporterades i tidningen "Norsk Tidend" 13 oktober 1941 som stupad. Rolf framträdde dock senare i den tyska propagandasändaren "Königsbergsradion" och dementerade detta.

## Filmografi
- 1938 – Du gamla du fria
- 1939 – Valfångare

## Teater

### Roller
| År   | Roll | Produktion                        | Regi            | Teater                  |
| ---- | ---- | --------------------------------- | --------------- | ----------------------- |
| 1938 |      | Stockholmsfilurer Gideon Wahlberg | Gideon Wahlberg | Odéonteatern, Stockholm |